# Высшая мера
Вы́сшая ме́ра (сокращённо от высшая мера социальной защиты, ВМСЗ; и от высшая мера уголовного наказания, ВМН) — название смертной казни в советском уголовном праве.

## История
В первом УК РСФСР 1922 года смертная казнь формально была исключена из системы уголовных наказаний, поскольку применение высшей меры социальной защиты должно было носить исключительный и временный характер — до отмены её Всероссийским центральным исполнительным комитетом.
Принятые в 1924 году «Основные начала уголовного законодательства Союза ССР и союзных республик» внесли в советское уголовное право существенные изменения: в УК РСФСР редакции 1926 года смертная казнь была включена в систему наказаний в качестве высшей меры уголовного наказания.
После введения в действие Основ уголовного законодательства Союза ССР и союзных республик (1958) смертная казнь, в соответствии со ст. 22 Основ и соответствующими статьями УК союзных республик (например, ст. 59 УК РСФСР 1960 года), стала именоваться исключительной мерой наказания, поскольку в будущем предполагалась её отмена.
Согласно п. 2 ст. 20 Конституции РФ, смертная казнь впредь до её отмены может устанавливаться федеральным законом в качестве исключительной меры наказания за особо тяжкие преступления против жизни при предоставлении обвиняемому права на рассмотрение его дела судом с участием присяжных заседателей. 19 ноября 2009 года Конституционный суд РФ своим Определением № 1344-О-Р «О разъяснении пункта 5 резолютивной части Постановления Конституционного Суда Российской Федерации от 2 февраля 1999 года № 3-П» признал невозможность назначения смертной казни.